# شیرو تشیما
شیرو تشیما (به انگلیسی: Shiro Teshima) بازیکن فوتبال اهل ژاپن و عضو تیم ملی فوتبال ژاپن است که در تاریخ ۲۵ اوت ۱۹۳۰ میلادی اولین بازی ملی‌اش را انجام داد. او در ۲ بازی ملی حضور داشت و آخرین بازی ملی خود را در تاریخ ۲۹ مه ۱۹۳۰ میلادی انجام داد. شیرو تشیما در بازی‌های ملی‌اش
۲ گل به ثمر رساند.